# HMS Anson (S123)
Pour les autres navires du même nom, voir HMS Anson.
Le HMS Anson (pennant number : S123) est le cinquième sous-marin nucléaire d'attaque britannique de classe Astute de la Royal Navy. Il est le huitième navire de la Royal Navy à porter ce nom, d’après l’amiral George Anson.

## Conception
Le réacteur nucléaire du HMS Anson n’aura pas besoin d’être rechargé en combustible pendant les 25 ans de service du bateau. Puisque le sous-marin dispose d’installations de purification de l'eau et de l’air, il pourrait faire le tour du monde sans refaire surface. La principale limite à la durée de ses patrouilles est que le sous-marin ne pourra transporter que trois mois d’approvisionnement en nourriture pour son équipage de 98 officiers et matelots.
Le HMS Anson emporte jusqu’à 38 projectiles pour ses six tubes lance-torpilles de 21 pouces (533 mm). Le sous-marin sera capable d’utiliser des torpilles lourdes Spearfish, et pour l’attaque de cibles terrestres des missiles BGM-109 Tomahawk Block IV d’une portée de 1000 milles (1600 kilomètres).

## Engagements
Le 25 mars 2010, BAE Systems a reçu le feu vert du gouvernement britannique pour commencer la construction des bateaux numéros 5 et 6 de la classe Astute, les HMS Anson et Agamemnon. BAE Systems se voit ainsi attribuer un contrat de 300 millions de livres sterling pour la « construction initiale » du bateau numéro 5 et des « activités d’approvisionnement à long terme » pour le bateau numéro 6. Plus tard cette année-là, les travaux ont commencé sur la coque sous pression et les compartiments du réacteur. Le 15 septembre 2011, il a été annoncé que le bateau numéro 5 serait nommé Anson. On croyait auparavant que le bateau numéro 5 serait le HMS Agamemnon et le bateau numéro 6 le HMS Anson. Sa quille a été posée solennellement le 13 octobre 2011,. 
Le 19 novembre 2015, un nouveau contrat d’une valeur de 1,3 milliard de livres sterling a été signé pour le HMS Anson. Il a été officiellement nommé le 11 décembre 2020,, est sorti le 19 avril 2021 du Devonshire Dock Hall, et a été lancé le 20 avril 2021.
En février 2022, le bâtiment réalisé avec succès un essai de plongée au bassin,,,,. Il est commissioné le 31 août 2022.